# Jean Chatel
Ne doit pas être confondu avec Jean Châtel ou Jean Chastel.
Pour les articles homonymes, voir Chatel.
Marie Rémy Jean Chatel est un homme politique français de l'île de La Réunion né le 27 mai 1884 à Saint-Denis, commune où il est mort le 27 avril 1948. Maire de cette ville pendant l'Entre-deux-guerres, il fut par ailleurs président de la jeune Fédération sportive réunionnaise entre 1933 et 1937 ainsi que de la chambre de commerce et d'industrie de La Réunion de 1931 à 1937. Son nom a ensuite été donné à l'une des principales rues du centre-ville, la rue Jean-Chatel.